# Escuela chilota de arquitectura religiosa en madera
La Escuela chilota de arquitectura religiosa en madera es una tipología artístico-arquitectónica que combina de manera original tanto la tradición centroeuropea de la torre-fachada como la latina de la planta basilical, y que se desarrolla principalmente en el archipiélago de Chiloé a partir del siglo XVII alcanzando su forma madura a mediados del siglo XIX con la consolidación de su elemento característico: la torre fachada con variaciones relativas a la dimensión, composición y ornamentación, teniendo dentro de sus principales exponentes a las 16 iglesias declaradas Patrimonio de la Humanidad por la Unesco.

## Origen
Esta escuela representa un estilo artístico-arquitectónico de tipo ecléctico que comienza a configurarse con la instauración del sistema de misiones circulares por parte de los jesuitas en el siglo XVII, y que dan pie a la formación de pequeños puntos de apoyo (costeros principalmente) donde se habrían de construir capillas, la base sobre la que se asentaría la tradición arquitectónica desarrollada posteriormente, otorgándoles una especifidad artístico-religiosa complementada con diversos ornamentos, muchos de los cuales configurarían posteriormente la llamada Escuela chilota de imaginería.

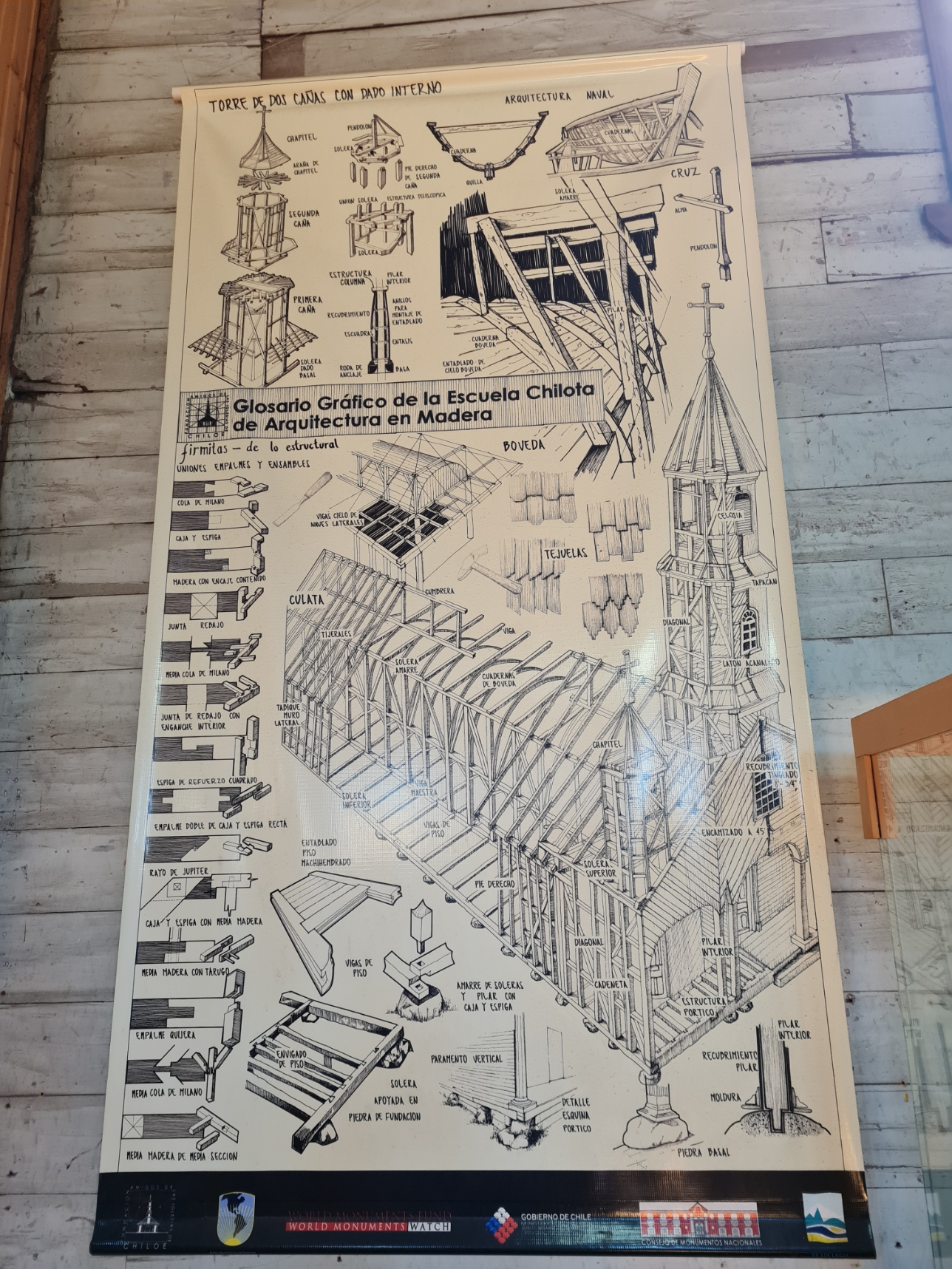
"Glosario Gráfico de la Escuela Chilota de Arquitectura en Madera", exhibido en la iglesia de Achao

Durante el siglo XVIII, muchas de las construcciones existentes son transformadas y/o reconstruidas con la llegada a las islas de misioneros provenientes de lugares como Baviera, Hungría y Transilvania, con el fin de alzarlas como construcciones perdurables, basándose no sólo en la arquitectura y técnicas constructivas de sus países, sino que también en los modos de vinculación a la arquitectura preexistente insular de la población indígena, y las técnicas propias del archipiélago.
Se observa en esta escuela un esfuerzo por trasladar formas, estructuras y ornamentación desde modelos dignos de imitación (construidos originalmente con otros materiales) para poder traducirlos en una versión en madera; testificándose en sus construcciones tanto las habilidades de los constructores, como su capacidad para moldear y maximizar el uso de los recursos naturales disponibles, siendo el ciprés y el alerce las materias primas fundamentales. Por ejemplo, para el caso de la Iglesia de Achao, el exponente más antiguo, algunos autores indican que se aprecia un estilo arquitectónico derivado del rococó germánico utilizado en algunas iglesias y capillas presentes en Múnich, Tirol y Einsiedeln (Suiza).
Debido a su vinculación histórica con el archipiélago de Chiloé, esta escuela también cuenta con construcciones en las comunas costeras de la provincia de Llanquihue, entre las que destaca la Iglesia de Carelmapu.

## Inventario de iglesias
En 2019 el Ministerio de las Culturas, las Artes y el Patrimonio publicó un estudio el cual determinó la existencia de 152 iglesias en la Región de Los Lagos pertenecientes a la Escuela chilota. Entre otros números, el 93 % de las iglesias inventariadas posee una torre fachada, el 71 % tiene su origen en las misiones circulares de los jesuitas, el 83 % está asociado a fiestas religiosas y el 38 % tiene alerce —el tipo de madera más frecuente entre todas las estudiadas—. El catastro consignó 106 iglesias en la provincia de Chiloé, 37 en la provincia de Llanquihue y nueve en la provincia de Palena. El número de iglesias por comuna es el siguiente:
| Provincia  | Comuna          | N.º de iglesias |
| ---------- | --------------- | --------------- |
| Llanquihue | Puerto Montt    | 6               |
| Llanquihue | Puerto Varas    | 1               |
| Llanquihue | Cochamó         | 1               |
| Llanquihue | Calbuco         | 23              |
| Llanquihue | Maullín         | 6               |
| Chiloé     | Ancud           | 11              |
| Chiloé     | Quemchi         | 17              |
| Chiloé     | Dalcahue        | 8               |
| Chiloé     | Curaco de Vélez | 5               |
| Chiloé     | Quinchao        | 16              |
| Chiloé     | Castro          | 15              |
| Chiloé     | Chonchi         | 8               |
| Chiloé     | Puqueldón       | 8               |
| Chiloé     | Queilen         | 7               |
| Chiloé     | Quellón         | 11              |
| Palena     | Hualaihué       | 4               |
| Palena     | Chaitén         | 5               |